# Суахілі (мова)
Суахі́лі, самоназва Кісуахілі — мова, якою розмовляє близько 100 млн людей як самого народу Суахілі, так і інших народів на узбережжі Суахілі та у материкових країнах східної Африки (Танзанія, Кенія, Уганда, Руанда, Бурунді, ДР Конго тощо).
Суахілі — найбільша з мов банту і одна з найзначніших мов Африканського континенту. Будучи мовою міжетнічного спілкування, суахілі поширена на великій території Східної і Центральної Африки, від узбережжя Суахілі на сході до центральних областей ДРК на заході, від Сомалі на півночі до Мозамбіку на півдні.
Суахілі є державною мовою в Танзанії, Кенії й Уганді. Її широко використовують також у Руанді, Бурунді, Замбії, Малаві, на Коморських островах і на Мадагаскарі. Суахілі — єдина африканська мова, що отримала статус робочої мови Африканського союзу (з 2004).
За різними даними суахілі є рідною для 2,5—5 млн осіб. Ще 50—70 млн осіб використовують її як другу або третю мову спілкування.
За генетичною класифікацією Дж. Грінберга мови банту належать до бенуе-конголезької групи нігеро-конголезької сім'ї.
За внутрішньою класифікацією М. Гасрі мова суахілі входить до групи G42: Бантоїдні / Південні / Вузькі банту / Центральні / G.
Сучасна суахілі використовує латиницю.

## Самоназва
Назва kiswahili походить від множини арабського слова sāhil ساحل: sawāhil سواحل зі значенням «узбережжя», що використовувався як прикметник для «жителів узбережжя» або з додаванням префікса ki—їхній мови (kiswahili — «мова жителів узбережжя»).

## Лінгвогеографія

### Соціолінгвістична ситуація
У Танзанії (1967) і Кенії (1974) суахілі є офіційною. Уряд Уганди запровадив її як обов'язковий предмет для початкової школи в 1992 і також проголосив офіційною в 2005 році. Суахілі використовується також невеликими групами населення в Бурунді, Руанді, Мозамбіку, Сомалі, Замбії, а також більшістю населення Коморських островів.
Мовою суахілі говорить приблизно 90 % жителів Танзанії (понад 39 мільйонів). Більшість освіченого населення Кенії може вільно говорити суахілі, оскільки вона є обов'язковим предметом у школі з першого класу. Суахілімовними є 5 провінцій Демократичної Республіки Конго.

### Діалекти
Сучасна суахілі заснована на діалекті Занзібару. Розрізнення статусу діалекту або мови не завжди є загальноприйнятим, тож списки діалектів суахілі часом мають деякі розбіжності:
- Кіунгуджа (Kiunguja): діалект острова Унгуджа (Занзібар), основа літературної мови.
- Кутумбату і Кімакундучі: діалект провінції Занзібару.
- Кімріма: місцевості Пангані, Ванга, Дар-ес-Салам, Руфіджі та острів Мафія.
- Кімґао: місто Кілва і околиці.
- Кіпемба: острів Пемба і околиці.
- Кімвіта: Мвіта (або Момбаса), в минулому другий великий діалект поряд з кіунгунджа.
- Кісетла: Дуже піджинізірований варіант суахілі. Використовується для бесід з європейцями.
- Кіаму: острів Ламу (Аму).
- Кінґозі: мова жителів давнього міста Нґозі, можливва прамова суахілі.
- Кінгвана: діалект ДР Конго.
- Кімвані: острови Кірімбаш та північне узбережжя Мозамбіка.
- Шенґ: неформальний вуличний сленг, суржик суахілі, англійської та інших місцевих мов, що використовується в Найробі.
- Шікомор (коморський): мова Коморських островів, тісно споріднена з суахілі. Іноді ці говірки розглядають як діалекти суахілі.
  - кінґазіджа: Великі Комори (коморською Ngazidja).
  - кімвалі: Могелі (Mwali).
  - кінджуані: Анджуан (Ndzuani).
  - кімаорська, маорська: мова на острові Майотта (Maore).

## Писемність

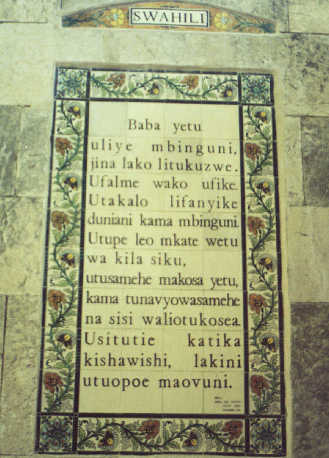
Мова Суахілі спершу використовувала арабське письмо та під впливом християнських місіонерів та колоніальної адміністрації відбувся перехід на латиницю. Для ілюстрації наводиться текст католицької молитви «Отче Наш» мовою суахілі.

Сучасна суахілі користується латинською графікою, запровадженою європейськими місіонерами в середині XIX століття. Раніше використовувалося арабське письмо (старосуахілійське письмо), найбільша пам'ятка того часу — епос «Книга про Іраклії» XVIII століття. Перша пам'ятка мовою суахілі датується 1728 роком.
У таблиці наведено графеми арабської та сьогоднішної латинської абетки суахілі
| Арабська абетка Суахілі | Латинська абетка Суахілі |
| ----------------------- | ------------------------ |
| ا                       | aa                       |
| ب                       | b p mb mp bw pw mbw mpw  |
| ت                       | t nt                     |
| ث                       | th?                      |
| ج                       | j nj ng ng' ny           |
| ح                       | h                        |
| خ                       | kh h                     |
| د                       | d nd                     |
| ذ                       | dh?                      |
| ر                       | r d nd                   |
| ز                       | z nz                     |
| س                       | s                        |
| ش                       | sh ch                    |
| ص                       | s, sw                    |
| ض                       | ?                        |
| ط                       | t tw chw                 |
| ظ                       | z th dh dhw              |
| ع                       | ?                        |
| غ                       | gh g ng ng'              |
| ف                       | f fy v vy mv p           |
| ق                       | k g ng ch sh ny          |
| ك                       | k g ng ch sh ny          |
| ل                       | l                        |
| م                       | m                        |
| ن                       | n                        |
| ه                       | h                        |
| و                       | w                        |
| ي                       | y ny                     |

## Історія мови
Формування суахілі належить до IX—XI століття, коли в результаті креолізації під потужним контактним впливом арабської відбулося структурне спрощення місцевих мов банту. Вплив арабської пов'язаний з періодом інтенсивної торгівлі між народами, що населяли східне узбережжя Африки і острови Занзібар, Пемба та арабськими мореплавцями. Сьогодні в лексиці (до 40 % слів) і граматиці суахілі помітний значний арабський вплив, що пояснюється тривалими культурними і релігійними зв'язками з арабськими країнами. Предки етнічних суахілі, або так званих васвахілі (waswahili), як гадають, були нащадками арабських та індійських переселенців (переважно торговців) та жителів внутрішніх областей Східної Африки, що належали до різних племен банту. Спочатку суахілі була представлена рядом варіантів — койне прибережних міст і торгових поселень. Дві потужних хвилі переселень, що відносяться відповідно до VIII — X ст. і XVII — XIX ст., сприяли поширенню суахілі в глибину африканського континенту.
Етнічні суахілі східноафриканського узбережжя створили в XIII — XIX ст. оригінальну культуру, яка є сплавом місцевих африканських традицій і східних (насамперед, арабо-мусульманських) впливів; вони користувалися писемністю на арабській основі. Пам'ятки того часу — вірші, пісні, історичні хроніки та інші документи, найдавніші з яких відносяться до XVIII ст. — відображають так звану старосуахілійську мову. що була представлена низкою діалектних різновидів. Деякі діалекти, що сформувалися в той час, тепер розглядаються як самостійні мови, як наприклад коморська — мова Коморських островів в Індійському океані). Формування сучасної загальної стандартної суахілі відбувалося на базі діалекту кіунгуджа з острова Унгунджа (Занзібар).
З розширенням континентальної торгівлі у XIX столітті суахілі поступово стає мовою міжетнічного спілкування. Ця найважливіша соціальна роль суахілі особливо посилилася в постколоніальний період, коли незалежні держави Африки стали сприймати суахілі як реальну альтернативу мовам колишніх метрополій (насамперед, англійської та французької). Успішному поширенню мови суахілі сприяє те, що більшістю мовців вона сприймається як «загальноафриканська», але водночас є етнічно нейтральною мовою, не пов'язаною з жодною вузькою етнічною групою. Тож принаймні в Танзанії, населеній переважно народами банту, мові суахілі вдалося стати своєрідним символом національної єдності. Поза своїм споконвічним ареалом суахілі виступає в різноманітних формах — від національних варіантів літературної мови до піджинів, таких як кісетла, кіхінді та ін.
Сьогодні суахілі функціонує поряд з невеликими рідними мовами місцевих етносів та європейськими мовами колишніх колоніальних держав.

## Фонологія
Найважливішою відмінністю фонологічної системи суахілі від інших мов ареалу є відсутність фонологічних тонів. Виняток становить зокрема діалект мвіта. Склад відкритий. У цьому [m] і [n] можуть бути складовими. Найчастотніші складові структури: 1) З m / n, 2) V, 3) CV, 4) CCV / C m / n V, 5) CCCV / C m / n CC y / w V.

### Голосні
Літературна мова суахілі містить 5 голосних фонем :: / ɑ /, / ɛ /, / i /, / ɔ / і / u /. Звук, відповідний фонемі / u / в алфавіті міжнародної фонетичної асоціації знаходиться між [u] та [o] (як, наприклад, в італійській). Редукція відсутня. Вимова не залежить від положення щодо ударного складу. Дифтонги відсутні. Зяяння усуваються глотталізацією.

### Приголосні
|                             | Губно-губні | Губно-зубні | Зубні    | Альвеолярні | Постальвеолярні | Палатальні    | Велярні  | Глоттальні |
| Назальні проривні           | m /m/       |             |          | n /n/       |                 | ny /ɲ/        | ng’ /ŋ/  |            |
| Преназалізовані проривні    | mb /mb/     |             |          | nd /nd/     |                 | nj /ɲɟ/~/ndʒ/ | ng /ŋɡ/  |            |
| Імплозивні проривні         | b /ɓ/       |             |          | d /ɗ/       |                 | j /ʄ/         | g /ɠ/    |            |
| Власне Проривні             | p /p/       |             |          | t /t/       | ch /tʃ/         |               | k /k/    |            |
| Придихальні проривні        | p /pʰ/      |             |          | t /tʰ/      | ch /tʃʰ/        |               | k /kʰ/   |            |
| Преназалізован і Фрикативні |             | mv /ɱv/     |          | nz /nz/     |                 |               |          |            |
| Дзвінкі фрикативні          |             | v /v/       | (dh /ð/) | z /z/       |                 |               | (gh /ɣ/) |            |
| Глухі фрикативні            |             | f /f/       | (th /θ/) | s /s/       | sh /ʃ/          |               | (kh /x/) | h /h/      |
| Дрижачі                     |             |             |          | r /r/       |                 |               |          |            |
| Бокові                      |             |             |          | l /l/       |                 |               |          |            |
| Апроксиманти                |             |             |          |             |                 | y /j/         | w /w/    |            |

Преназалізація є типовим явищем для африканських мов. Придихальність велярних є запозиченнями з арабської.

## Граматика

### Морфологія
Суахілі має дуже багату іменну і дієслівну морфологію. Для цієї мови, як і для більшості мов банту, характерна складна система іменних узгоджувальних класів.
| Клас  | Префікс     | Однина | Переклад  | Множина | Переклад |
| ----- | ----------- | ------ | --------- | ------- | -------- |
| 1, 2  | m-/mu-, wa- | mtu    | людина    | watu    | люди     |
| 3, 4  | m-/mu-, mi- | mti    | дерево    | miti    | дерева   |
| 5, 6  | Ø/ji-, ma-  | jicho  | око       | macho   | очі      |
| 7, 8  | ki-, vi-    | kisu   | ніж       | visu    | ножі     |
| 9, 10 | Ø/n-, Ø/n-  | ndoto  | мрія      | ndoto   | мрії     |
| 11    | u-          | ua     | квітка    |         |          |
| 14    | u-          | utoto  | дитинство |         |          |

#### Іменник
Система узгоджувальних класів суахілі зазнала значних змін за час свого існування, багато в чому втративши початкову семантичну мотивацію. Вихідна система містила 22 узгоджувальних класи. Дослідники виділяють від 16 до 18 класів, що залишилися зараз. У прийнятому на сьогоднішній день трактуванні шість з них позначають іменники в єдиному числі, п'ять — у множині, один клас для абстрактних іменників, клас для дієслівних інфінітивів та три локативних класи.
Іменники 1 і 2 класів в основному позначають іменники-назви істот та особливо людей mtu watu, mtoto — watoto; класи 3 і 4 — так звані класи «дерев», проте крім дерев і рослин до нього потрапляють також і такі фізичні об'єкти як mwezi — місяць,  mto — річка,  mwaka — рік, в результаті семантична мотивація класу ставиться під питання; 15 клас на ku—клас інфінітивів; клас 7 часто називають класом «речей», оскільки до нього входять такі назви, як kitu — річ і kiti — стілець, проте він містить і такі слова як  kifafa — епілепсія; u-- префікс абстрактних класів, що не мають множини.
Просторові відносини в суахілі виражаються за допомогою локативних класів.
Критерієм визначення іменного класу, до якого належить словоформа, є узгоджувальним ланцюжком, що складається з префікса класу, ад'єктивного показника для даного класу, придієслівного узгоджувача, узгоджувача вказівних займенників і узгоджувача посесії (відносини приналежності).
Наприклад, порівняємо ланцюжки 3 і 1 класів:
| № класса | Префікс класу | Ад'єктивний показник | Придієслівний узгоджувач | Узгоджувач вказівного займенника | Узгоджувач посесива |
| -------- | ------------- | -------------------- | ------------------------ | -------------------------------- | ------------------- |
| 1        | m/mw-         | m/mw-                | a-                       | -yu                              | w-                  |
| 3        | m/mw-         | m/mw-                | u-/w-                    | -u                               | -w                  |

Зазначений метод дозволяє виділити 18 узгоджувальних класів і показує наростаючу десемантизацію узгоджувального класу в суахілі.

#### Прикметник
Прикметник утворюється від того ж кореня, що й іменник, але маркується спеціальним показником. Пасивна валентність прикметника відрізняється від валентності іменника можливістю приєднувати прислівники і недоконані дієслова, формуючи у такий спосіб ступені порівняння:
| Позитивний ступінь       | Вищий ступінь                        | Найвищий ступінь  |
| ------------------------ | ------------------------------------ | ----------------- |
| Alikuwa mtoto mzuri sana | Mtoto alikuwa ni mzuri kushinda mimi | Mtoto aliye mzuri |
| Це була гарна дитина     | Дитина гарніша за мене               | Найгарніша дитина |

Вищий ступінь виражається формою дієслова з коренем -shinda «перевершувати». Найвищий — формою недоконаного дієслова -li-.
Прислівники в суахілі або зовсім не представлені й кваліфікуються як специфічні форми відповідних частин мови (локативних іменників, прикметників), або задаються списком і не мають великого значення в мові.

#### Дієслово
Загальна морфемная формула дієслівної словоформи в суахілі така: (Pr) + Pr + (In) + (In) + (In / In) + R + (Sf) + (NSf) + (Sf) + (Sf), де Pr — префікс, In — інфікси, R — корінь, Sf — суфікс.
Дієслово включає в себе однозначні й багатозначні морфеми парадигматичного та непарадигматичного порядку. Однозначні морфеми представлені Pr (hu — маркує габітуаліс); In (-ta,-li — показники часу,-ji — показник рефлексива), Sf (-ua/-oa — показник реверсива, — e — показник способу). Синкретичні: Pr (-ha — показник заперечення, часу і способу), Pr (суб'єктний узгоджувач — особа, число, клас), In (-a-,-na-,-me-,-ka-, nge-,-ngali-,-si — показники часу, виду, способу, заперечення), In (об'єктний узгоджувач — особа, число, клас; релятивний показник — особа, число, клас, релятивність), Sf (стан дієслова та вид), Sf (релятивний узгоджувач — особа, число, клас, спосіб), Sf (-i — показник заперечення, часу, способу, уживаний тільки в циркумфіксі ha … — … i).
Таким чином, дієсловам властиві парадигматичні характеристики особи, числа, класу, часу, виду, способу, стану, релятивності, заперечення. До непарадигматичних характеристик можна зарахувати граматичні характеристики значення всіх суфіксів похідних форм, крім суфікса -wa, що виражає значення стану.
| Форма         | Переклад             |
| ------------- | -------------------- |
| Soma          | Читай!               |
| Husoma        | Зазвичай він читає   |
| A-na-soma     | Він читає            |
| A-mw-ambi-e   | Нехай-він-йому-скаже |
| Ha-wa-ta-soma | Вони не читатимуть   |

| -a-  | Теперішній час/габітуаліс |
| -na- | Дуратив/прогресив         |
| -me- | Перфект                   |
| -li- | Минуле                    |
| -ta- | Майбутнє                  |
| hu-  | Габітуаліс                |
| -ki- | Кондиціоналіс             |

Суахілі має розвинену систему актантних деривацій і перетворень станових конструкцій:
Пасив:
| Kitabu | ki-      | -na- | -som-  | -wa  | na | mtoto  |
| Книга  | 3Sg: 7Cl | PRES | читати | PASS | Ag | дитина |

Книга читається дитиною
Реципрок:
| wa- | -li- | \|-na      |     |
| 2Pl | PAST | допомагати | REC |

Вони допомагали одне одному
Каузатив:
| wa- | -li- | -fia         | kuni  |
| 2Pl | PAST | гинути: BENF | дрова |

Вони загинули за дрова
Декаузатив:
| Kikombe         | ki-      | -me- | -vunji- | -ka         |
| чашка           | 3Sg: CL7 | PERF | розбити | RES: DECAUS |
| Чашка розбилася |          |      |         |             |

### Синтаксис
Стандартний порядок слів у синтагмі SVO. Означення стоїть у постпозиції до обумовленого слова.
Маркування в предикації вершинне, що є типовим для мов цього ареалу. Узгодження з об'єктом можливе, але не обов'язкове. В іменній групі також спостерігається маркування залежності:
| Маркування в предикації                  | Маркування в іменний групі                  | Узгоджене означення    |
| ---------------------------------------- | ------------------------------------------- | ---------------------- |
| wa-toto wa-na-ki-soma ki-tabu            | m-ungu m-kuu wa=0-kabila                    | m-tu m-wema            |
| 2Pl-дитина 2Pl-PRES-7Sg-читати 7Sg-книга | 1Sg-Бог 1Sg-верховний POSS: 1Sg = 5Sg-народ | 1Sg-людина 1Sg-хороший |
| Діти читають книгу                       | Верховний Бог Народу                        | Хороша людина          |

Тип рольового кодування в предикації — акузативний.
| Неакузативне дієслово           | Неергативне дієслово            | Двомісне дієслово                                       |
| ------------------------------- | ------------------------------- | ------------------------------------------------------- |
| m-toto a-li-kwenda              | m-toto a-li-lala                | m-toto a-li-m-piga mwali                                |
| 1Sg-дитина 1Sg: Subj-PAST-бігти | 1Sg-дитина 1Sg: Subj-PAST-спала | 1Sg-дитина 1Sg: Subj-PAST-1Sg: Obj-вдарити 1Sg-дівчинка |
| Дитина втекла                   | Дитина спала                    | Дитина вдарила дівчинку                                 |

Велика кількість пасивних конструкцій також свідчить про акузативний характер мови.

## Лексика
Лексика суахілі багата на запозичення, що пов'язано як з інтенсивними контактами мовців суахілі з іншими народими, так і з колоніальним минулим цього регіону. Як вже згадувалося, особливо багато в суахілі арабізмів (до 40 %), наприклад, lugha, «мова», safari, «подорож», saa, «година» або «годинник», kufikiri, «думати», kitabu, «книга». Арабського походження і сама назва мови — суахілі. Для суахілі також характерні численні англіцизми, напр.: kompyuta, «комп'ютер», stampu, «поштова марка», televisheni, «телебачення», penseli, «олівець». Окрім того є запозичення з португальської (meza, «стіл», gereza, «в'язниця»), перської (sheha, «вождь»), німецької (shule, «школа»). Загалом слова іноземного походження не підпадають під правила для питомих слів мов банту, так, наприклад, запозичені іменники не мають типових суфіксів для однини та множини.

## Дослідження мови
Мова суахілі увійшла у науковий обіг порівняно пізно — з другої половини XIX ст., коли були зроблені перші спроби опису її граматичного ладу. До кінця XIX ст. вже існували перші практичні граматики й словники.
У XX столітті інтерес до суахілі істотно зріс. Зараз суахілі викладається і вивчається майже в усіх великих університетах та науково-дослідних центрах Німеччини, Англії, Франції, Італії, Бельгії, Японії, Китаю, США та інших країн. Африканські вчені також займаються його дослідженнями. У Танзанії існує «Інститут дослідження суахілі» при Дар-ес-Саламському університеті, що видає журнал наукових праць з різних питань мови, літератури та культури суахілі.

## Суахілі у популярній культурі
Слово, що стало міжнародним — сафарі — слово з мови суахілі (у свою чергу запозичене з арабської), що означає «подорож», «поїздка».
Слова з суахілі були використані в іменах головних героїв діснеївського мультфільму «Король-лев». Наприклад, Сімба мовою суахілі — «лев», Рафіка — «друг» (також арабське запозичення — [rafi: Q] — один), Пумба — «ледачий». Назва відомої пісні з мультфільму — «Акуна Матата» (англ. Hakuna Matata) на суахілі означає «немає проблем».
У фантастичному фільмі «Ангар 18» «мова прибульців», який у фільмі можна почути з голосової системи корабля, є уривком тексту з розмовника суахілі, що був пропущений через голосовий перетворювач.
У відеогрі Sid Meier's Civilization IV на екрані головного меню виконується пісня, текст якої є перекладом «Отче наш» на суахілі. Слово «убунту» (людяність) стало назвою популярної операційної системи.
У відеогрі Resident Evil 5, події якої відбуваються в Західній Африці, назви деяких ворогів походять із суахілі.